# Лопатевий гвинт

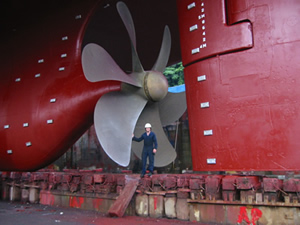

Лопате́вий гвинт — пристрій з лопатями, що передає силу шляхом перетворення обертового руху в тягу. Між передньою і задньою поверхнею лопаті із аеродинамічним профілем утворюється різниця тиску, і потік повітря прискорюється позаду лопаті. Динаміка гвинта, як і для крила літака, моделюється за допомогою закону Бернуллі і третього закону Ньютона.

## Теорія

### Історія
В другій половині дев'ятнадцятого століття розроблювалося декілька теорій. Теорія моментів або теорія привідного диску або ротора, яка описує математичну модель ідеального пропелера. Ротор моделюють як нескінченно тонкий диск, що обертається довкола своєї осі, і має постійну швидкість здовж осі обертання. Цей диск створює потік довкола пропелеру. За допомогою деяких математичних властивостей рідини, можна отримати математичний зв'язок між потужністю, радіусом ротора, моментом і індуктивною швидкістю. Тертя не враховується.
Теорія елемента лопаті це математичний процес розроблений для визначення властивостей пропелерів. За цим методом профіль розбивається на множину невеликих частин, а потім визначаються сили що діють на них. Ці сили потім перераховують у прискорення, які можна інтегрувати в швидкості і позиції.

### Принцип роботи
Гребний гвинт, є найбільш поширеним рушієм на кораблях, який надає імпульс рідині, що створює силу для руху корабля.
Теоретична ідеальна ефективність пропелера будь-якого розміру є такою, яку матиме привідний диск в ідеальній рідині. Справжній гребний гвинт складається з секцій, що є гелікоїдними поверхнями, які разом діють за принципом 'загвинчування' в воду (тому морські пропелери мають загальну назву «гвинти»). Гребні гвинти на морі зазвичай мають три, чотири, або п'ять лопатей, а конструкції, які зменшують кількість шуму при роботі матимуть більше лопатей. Лопаті приєднуються до втулки, яка повинна бути як можна меншою, але достатньо міцною — гвинти з фіксованим кроком лопатей зазвичай є цільними.
Існує також різновид пропелеру із змінним кроком, в якому лопаті обертаються довкола нормалі до привідного валу за допомогою додаткового механізму — зазвичай гідравлічного. Це дозволяє привідному механізму працювати з постійною швидкістю, в той час як навантаження на пропелер змінюється відповідно до режимів роботи.
Крильчасті пропелери мають більшу тягову ефективність, в середньому 0.72, в порівнянні із гребними гвинтами в 0.6 і можуть створювати тягу в будь-якому напрямку в будь-який момент. Їх недоліком є більша механічна складність і більша ціна.